# Torneo Clasificatorio Europeo de Voleibol Femenino Sub-20 de 2009
El Torneo Clasificatorio Europeo de Voleibol Sub-20 se llevó a cabo en Rusia, Turquía, Bulgaria, Ucrania y Polonia del 08 al 10 de mayo. Los equipos compitieron por seis cupos para el Campeonato Mundial de Voleibol Femenino Sub-20 de 2009 a realizarse en México.      

## Primera fase

### Clasificación
| Pos | Equipo       | PJ | PG | PP | SG | SP | PTS |
| --- | ------------ | -- | -- | -- | -- | -- | --- |
| 1   | Países Bajos | 3  | 3  | 0  | 9  | 3  | 8   |
| 2   | Rusia        | 3  | 2  | 1  | 8  | 3  | 7   |
| 3   | Croacia      | 3  | 1  | 2  | 4  | 6  | 3   |
| 4   | Grecia       | 3  | 0  | 3  | 0  | 9  | 0   |

#### Resultados
| Fecha    | Encuentro              | Resultado | Set   | Set   | Set   | Set   | Set   | Puntuación total |
| Fecha    | Encuentro              | Resultado | 1     | 2     | 3     | 4     | 5     | Puntuación total |
| -------- | ---------------------- | --------- | ----- | ----- | ----- | ----- | ----- | ---------------- |
| 08-05-09 | Países Bajos - Croacia | 3-1       | 27-25 | 23-25 | 25-20 | 25-14 |       | 100-84           |
| 08-05-09 | Rusia - Grecia         | 3-0       | 25-12 | 25-19 | 25-13 |       |       | 75-44            |
| 09-05-09 | Países Bajos - Grecia  | 3-0       | 25-14 | 25-20 | 25-20 |       |       | 75-54            |
| 09-05-09 | Rusia - Croacia        | 3-0       | 25-17 | 25-22 | 25-16 |       |       | 75-55            |
| 10-05-09 | Croacia - Grecia       | 3-0       | 25-12 | 25-19 | 25-19 |       |       | 75-50            |
| 10-05-09 | Países Bajos - Rusia   | 3-2       | 25-22 | 15-25 | 21-25 | 25-21 | 15-13 | 101-106          |

### Clasificación
| Pos | Equipo          | PJ | PG | PP | SG | SP | PTS |
| --- | --------------- | -- | -- | -- | -- | -- | --- |
| 1   | Turquía         | 3  | 3  | 0  | 9  | 0  | 9   |
| 2   | República Checa | 3  | 2  | 1  | 6  | 3  | 6   |
| 3   | Finlandia       | 3  | 1  | 2  | 3  | 6  | 3   |
| 4   | Dinamarca       | 3  | 0  | 3  | 0  | 9  | 0   |

#### Resultados
| Fecha    | Encuentro                   | Resultado | Set   | Set   | Set   | Set | Set | Puntuación total |
| Fecha    | Encuentro                   | Resultado | 1     | 2     | 3     | 4   | 5   | Puntuación total |
| -------- | --------------------------- | --------- | ----- | ----- | ----- | --- | --- | ---------------- |
| 08-05-09 | República Checa - Finlandia | 3-0       | 25-19 | 25-21 | 25-13 |     |     | 75-53            |
| 08-05-09 | Turquía - Dinamarca         | 3-0       | 25-07 | 25-16 | 25-10 |     |     | 75-33            |
| 09-05-09 | República Checa - Dinamarca | 3-0       | 25-10 | 25-20 | 25-07 |     |     | 75-37            |
| 09-05-09 | Turquía - Finlandia         | 3-0       | 25-15 | 25-09 | 25-18 |     |     | 75-42            |
| 10-05-09 | Finlandia - Dinamarca       | 3-0       | 25-20 | 25-09 | 25-10 |     |     | 75-39            |
| 10-05-09 | Turquía - República Checa   | 3-0       | 25-15 | 25-22 | 27-25 |     |     | 77-62            |

### Clasificación
| Pos | Equipo   | PJ | PG | PP | SG | SP | PTS |
| --- | -------- | -- | -- | -- | -- | -- | --- |
| 1   | Bulgaria | 3  | 3  | 0  | 9  | 3  | 8   |
| 2   | Serbia   | 3  | 2  | 1  | 7  | 4  | 6   |
| 3   | Bélgica  | 3  | 1  | 2  | 6  | 7  | 4   |
| 4   | Austria  | 3  | 0  | 3  | 1  | 9  | 0   |

#### Resultados
| Fecha    | Encuentro          | Resultado | Set   | Set   | Set   | Set   | Set   | Puntuación total |
| Fecha    | Encuentro          | Resultado | 1     | 2     | 3     | 4     | 5     | Puntuación total |
| -------- | ------------------ | --------- | ----- | ----- | ----- | ----- | ----- | ---------------- |
| 08-05-09 | Bulgaria - Austria | 3-0       | 25-16 | 25-12 | 25-08 |       |       | 75-36            |
| 08-05-09 | Serbia - Bélgica   | 3-1       | 25-17 | 23-25 | 25-21 | 25-21 |       | 98-84            |
| 09-05-09 | Bulgaria - Serbia  | 3-1       | 25-21 | 25-20 | 26-28 | 25-20 |       | 101-89           |
| 09-05-09 | Bélgica - Austria  | 3-0       | 25-23 | 25-12 | 25-20 |       |       | 75-55            |
| 10-05-09 | Serbia - Austria   | 3-0       | 25-16 | 25-13 | 25-13 |       |       | 75-42            |
| 10-05-09 | Bulgaria - Bélgica | 3-2       | 25-20 | 25-19 | 17-25 | 17-25 | 15-13 | 102-99           |

### Clasificación
| Pos | Equipo   | PJ | PG | PP | SG | SP | PTS |
| --- | -------- | -- | -- | -- | -- | -- | --- |
| 1   | Alemania | 2  | 2  | 0  | 6  | 0  | 6   |
| 2   | Ucrania  | 2  | 1  | 1  | 3  | 4  | 3   |
| 3   | España   | 2  | 0  | 2  | 1  | 6  | 0   |

#### Resultados
| Fecha    | Encuentro          | Resultado | Set   | Set   | Set   | Set   | Set | Puntuación total |
| Fecha    | Encuentro          | Resultado | 1     | 2     | 3     | 4     | 5   | Puntuación total |
| -------- | ------------------ | --------- | ----- | ----- | ----- | ----- | --- | ---------------- |
| 08-05-09 | Alemania - España  | 3-0       | 25-09 | 25-14 | 25-19 |       |     | 75-42            |
| 09-05-09 | Ucrania - España   | 3-1       | 25-13 | 22-25 | 25-14 | 25-22 |     | 97-74            |
| 10-05-09 | Alemania - Ucrania | 3-0       | 25-14 | 25-15 | 25-16 |       |     | 75-45            |

### Clasificación
| Pos | Equipo   | PJ | PG | PP | SG | SP | PTS |
| --- | -------- | -- | -- | -- | -- | -- | --- |
| 1   | Polonia  | 3  | 3  | 0  | 9  | 0  | 9   |
| 2   | Francia  | 3  | 2  | 1  | 6  | 4  | 6   |
| 3   | Rumania  | 3  | 1  | 2  | 3  | 6  | 3   |
| 4   | Portugal | 3  | 0  | 3  | 1  | 9  | 0   |

#### Resultados
| Fecha    | Encuentro          | Resultado | Set   | Set   | Set   | Set   | Set | Puntuación total |
| Fecha    | Encuentro          | Resultado | 1     | 2     | 3     | 4     | 5   | Puntuación total |
| -------- | ------------------ | --------- | ----- | ----- | ----- | ----- | --- | ---------------- |
| 08-05-09 | Francia - Portugal | 3-1       | 22-25 | 25-14 | 25-13 | 25-17 |     | 97-69            |
| 08-05-09 | Polonia - Rumania  | 3-0       | 25-15 | 25-20 | 25-18 |       |     | 75-53            |
| 09-05-09 | Rumania - Portugal | 3-0       | 25-18 | 25-17 | 25-16 |       |     | 75-41            |
| 09-05-09 | Polonia - Francia  | 3-0       | 25-18 | 25-12 | 25-15 |       |     | 75-45            |
| 10-05-09 | Francia - Rumania  | 3-0       | 25-19 | 25-20 | 25-22 |       |     | 75-61            |
| 10-05-09 | Polonia - Portugal | 3-0       | 25-07 | 25-19 | 25-19 |       |     | 75-41            |

## Clasificados alMundial Sub-20 México 2009
| Bandera de los Países Bajos | Bandera de Turquía | Bandera de Bulgaria | Bandera de Alemania | Bandera de Polonia | Bandera de República Checa |
| Países Bajos                | Turquía            | Bulgaria            | Alemania            | Polonia            | República Checa            |
| --------------------------- | ------------------ | ------------------- | ------------------- | ------------------ | -------------------------- |